# Cantó de Cuisery
El cantó de Cuisery és un cantó francès del departament de Saona i Loira, situat al districte de Louhans. Té 10 municipis i el cap és Cuisery.

## Municipis
- L'Abergement-de-Cuisery
- Brienne
- Cuisery
- La Genête
- Huilly-sur-Seille
- Jouvençon
- Loisy
- Ormes
- Rancy
- Simandre

## Història
| Data d'elecció                           | Identitat     | Partit                    | Qualitat |
| ---------------------------------------- | ------------- | ------------------------- | -------- |
| 1945-1949                                | M. Guichard   | PCF                       |          |
| 1949-1973                                | M. Bernard    | Radical, després MRG      |          |
| 1973-1992                                | Yves Uni      | Divers gauche, després PS |          |
| 1992-2011                                | Paul Perrault | RPR, després UMP          |          |
| 2011-                                    | Thierry Colin | Divers droite             |          |
| les dades anteriors no són pas conegudes |               |                           |          |
|                                          |               |                           |          |

## Demografia
| A partir de 1990: Població sense dobles comptes |